# Leucania adjuta
Leucania adjuta är en fjärilsart som beskrevs av Augustus Radcliffe Grote 1874. Leucania adjuta ingår i släktet Leucania och familjen nattflyn. Inga underarter finns listade i Catalogue of Life.